# Форг, Гюнтер
Гюнтер Форг (нем. Günther Förg; 5 декабря 1952, Фюссен, ФРГ — 5 декабря 2013) — минималист, живописец, фотограф и скульптор.

## Образование
С 1973 по 1979 год учился в Мюнхенской академии художеств у Карла Фреда Дамена.

## Творчество
Немецкий живописец, скульптор и фотограф Гюнтер Форг являлся представителем послевоенного поколения немецких художников, для которых модернизм был связан с ужасами фашизма. Гюнтер Форг начал свою художественную карьеру с живописи и вернулся к ней. В последние годы он сфокусировался на создании серии полотен. В 1990-х годах он работал над живописью большого размера, включающей структуры в виде полос и решеток. Его последние полотна часто включают группы коротких мазков одного цвета, размещенных рядом друг с другом, посредством чего колорит варьируется на поверхности холста. Живопись последнего времени менее архитектурна на вид, больше похожа на пейзаж, как будто ощущение цвета и света были выхвачены из него. С 1970-х годов Форг был влиятельной фигурой на европейской арт-сцене. Его холсты и инсталляции, включающие различные объекты и материалы, часто размывали границу между живописью, фотографией и скульптурой. Они также сознательно размывали границы между зрителем и искусством.
Произведения Форга находятся в постоянных коллекциях таких престижных музеев, как Тэйт, Луизиана и Музей современного искусства Сан-Франциско.

## Галерея

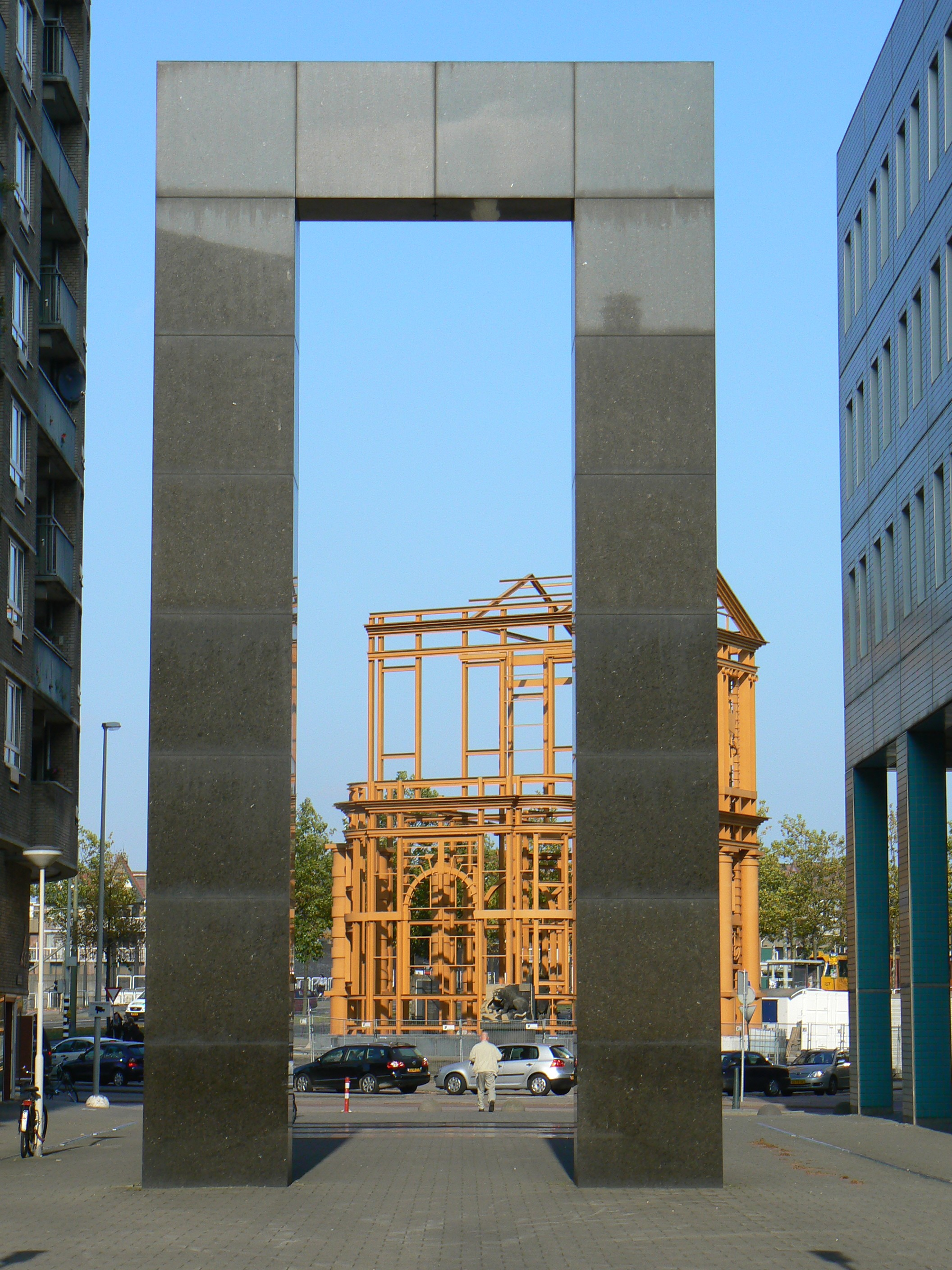
Ворота (1994), Роттердам
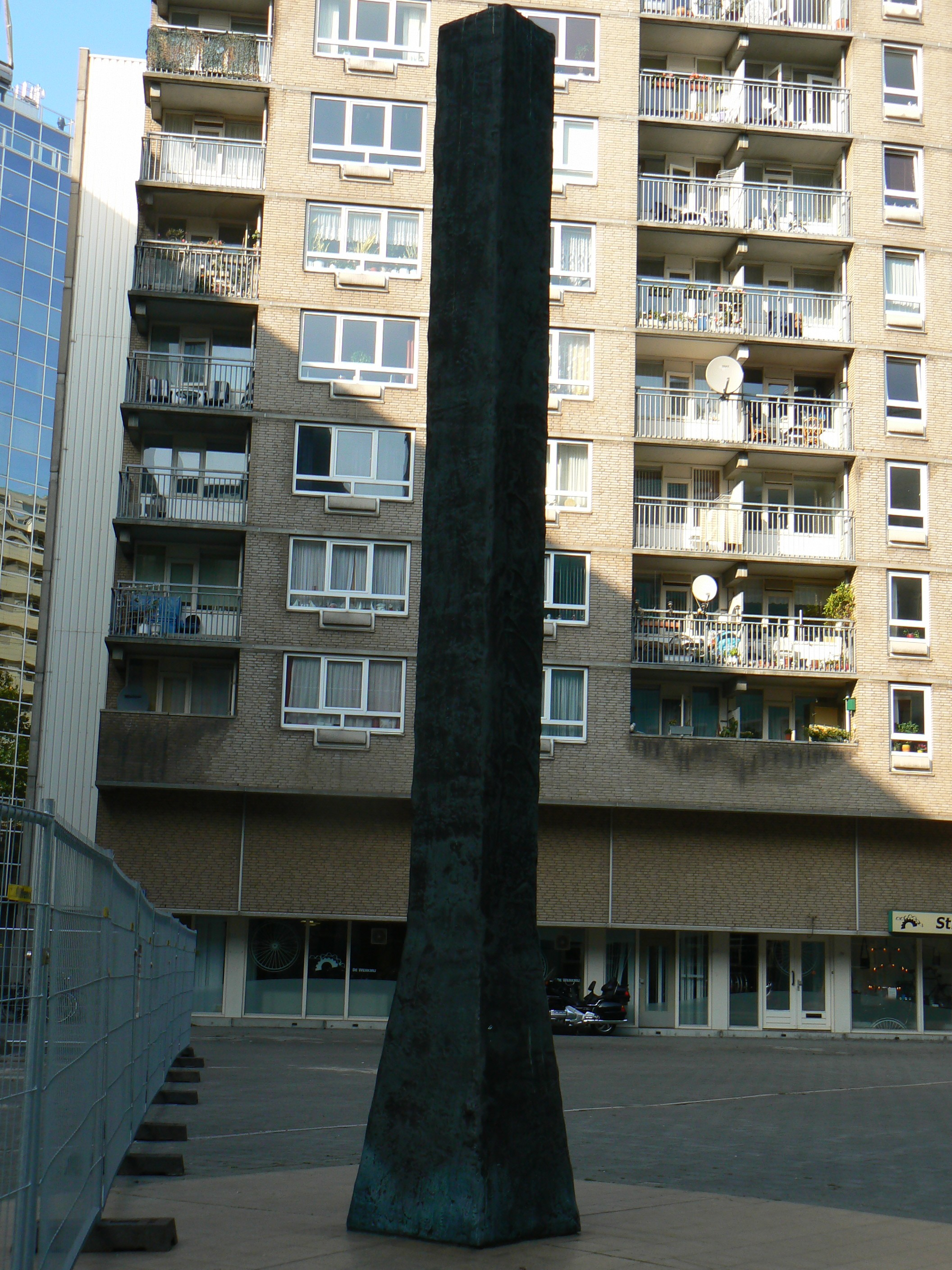
Стела (1994), Ротердам
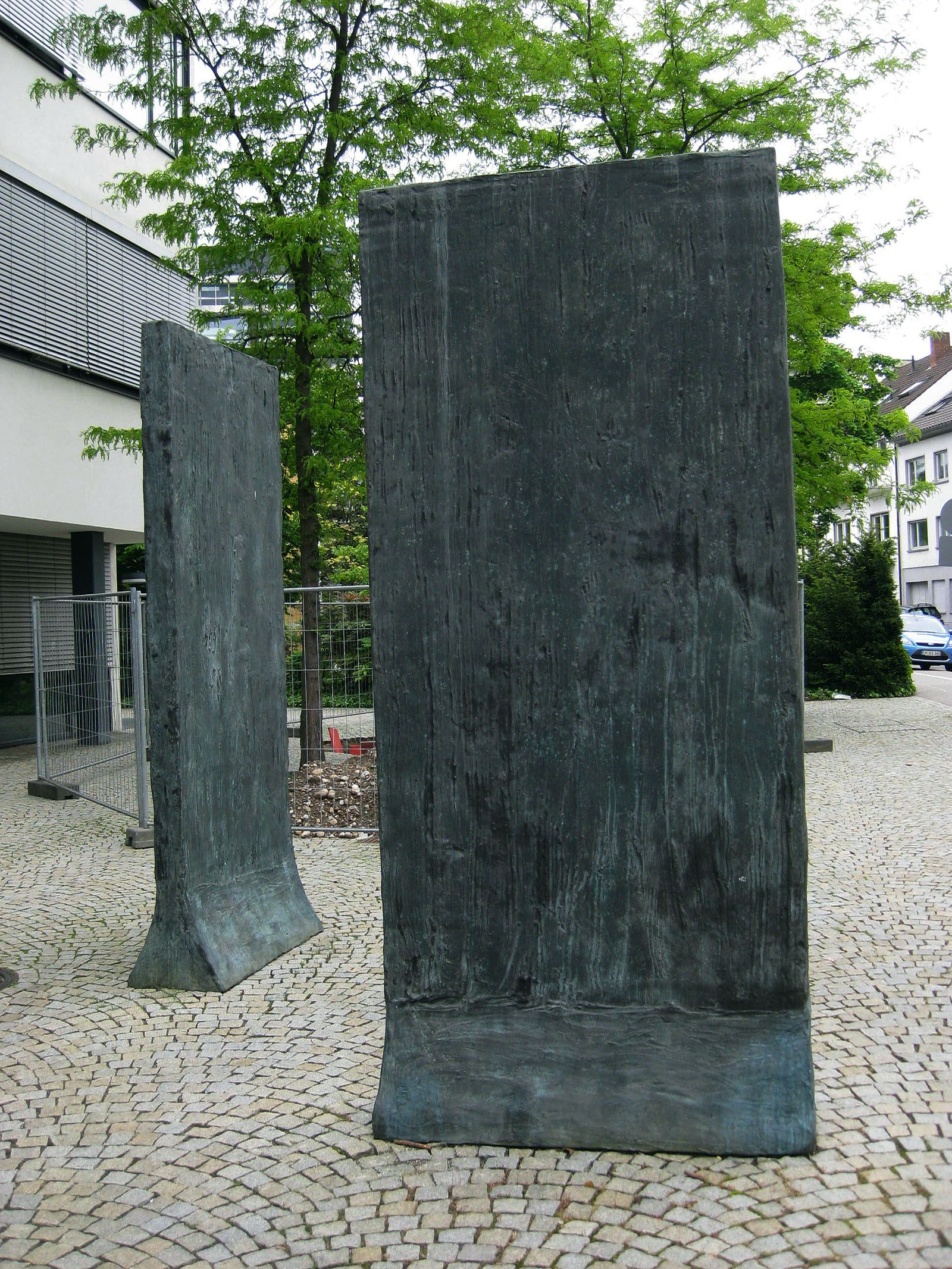
Без названия (2000), Фрайбург-в-Брайсгау